# Lelek rudokrký
Lelek rudokrký (Caprimulgus ruficollis) je druh malého nenápadného ptáka, který je společně s podobným lelkem lesním jediným zástupcem řádu lelků na území Evropy. Hnízdí na Pyrenejském poloostrově a v severozápadní Africe, zimuje v tropické západní Africe.

## Systematika
Druh formálně popsal v roce 1850 nizozemský přírodovědec Coenraad Jacob Temminck. Druhové jméno ruficollis pochází z latinského rufus („ryšavý“ nebo „rezavý“) a collum („krk“). Rozlišují se následující dva poddruhy s tímto rozšířením:
- C. r. ruficollis Temminck, 1820 – Pyrenejský poloostrov a severní Maroko;
- C. r. desertorum Erlanger, 1900 – severovýchodní Maroko, severní Alžírsko a Tunisko.

## Výskyt a početnost
Hnízdiště lelka rudokrkého se nachází na Pyrenejském poloostrově (Španělsko, Portugalsko) a v severozápadní Africe (Alžírsko, Maroko, Tunisko). Na zimu lelek táhne do tropů středozápadní Afriky, konkrétně do Mali, Senegalu, Pobřeží slonoviny, Ghany, Burkiny Faso a Nigérie. Areál rozšíření na zimovištích je značně nejistý, jelikož jsou lelci z těchto oblastí patrně podreportováni. Zatoulaní jedinci byli nalezeni ve Francii, Chorvatsku, Velké Británii, Izraeli, Dánsku a i na Sicílii, Maltě a Kanárských ostrovech.
Celková početnost se odhaduje snad na 575–770 tisíc dospělých jedinců, přičemž na evropský kontinent připadá kolem 35 % populace, možná však mnohem více. V Evropě je zdaleka největší koncentrace lelků rudokrkých ve Španělsku, kde hnízdí přes 95 % evropské populace, zbytek hnízdí v Portugalsku.

## Popis

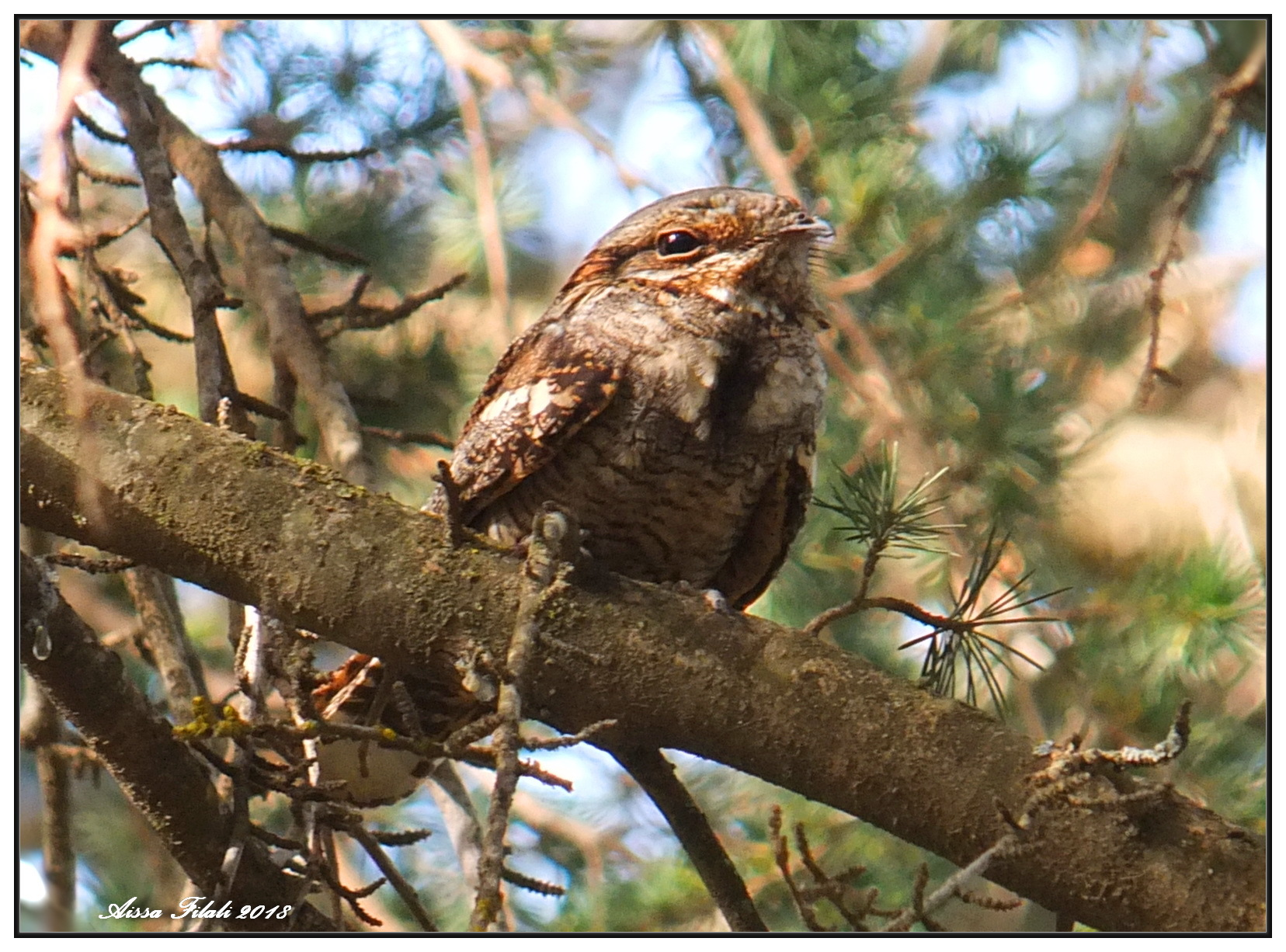
Lelek rudokrký na stromě (Alžírsko)

Délka těla dosahuje kolem 30–34 cm, rozpětí křídel se pohybuje mezi 60–65 cm. Podobně jako ostatní lelci, i lelek rudokrký hraje nenápadnými, převážně hnědošedými barvami. Opeření na horní straně těla je šedohnědé s černohnědými skvrnkami a proužky. Kolem krku se nachází poměrně výrazný rezavohnědý obojek a rezavohnědý je i proužek na krku a hrudi. Krovky na křídlech jsou zakončeny světlými špičatými konečky. Světlé tečky jsou i na ocase a na zbytku křídel, velká bílá skvrna je umístěna i na spodní části hrdla. Spodní část těla je šedohnědá s šedobílým tečkováním a hnědými proužky, na břichu a bocích je opeření žlutohnědé s hnědými proužky. Oproti lelkovi lesnímu je větší, má delší ocas i křídla a opeření je méně hnědé.

## Biologie

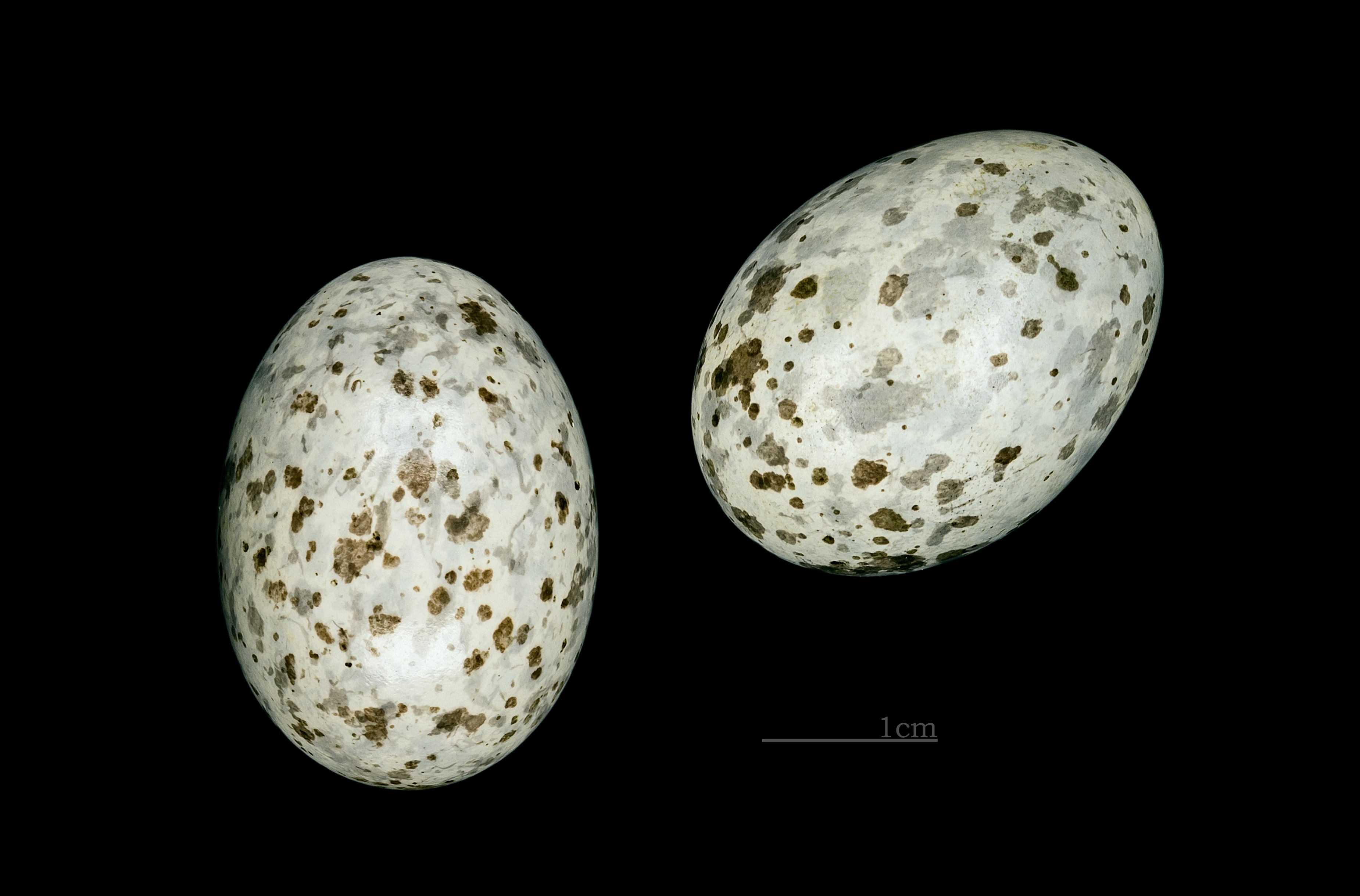
Vejce lelka rudokrkého

Stanoviště druhu utváří hlavně svahy v nížinaté krajiny, která je jen spoře nebo vůbec nezarostlá. Může se dokonce vyskytovat i v oblasti písečných dun, někdy však i v borových lesích nebo pobřežním lese. Obývá i krajinu přetvořenou člověkem jako jsou olivové háje a vinice. Hlasově se projevuje drsným če-če-če, kterým vokalizuje samice. V době hnízdění vydává hlasité, opakované, pronikavé kuckavé zvuky a dutým podtónem kjotok-kjotok. Jedná se o nočního až krepuskulárního živočicha, který přes den hřaduje v hustém křoví, někdy na zemi přímo na cestě nebo lesní stezce. Živí se nočními motýli a jejich larvami, kobylkami, mouchami, brouky a housenkami. 

### Hnízdění
K zahnízdění dochází od počátku května do konce srpna. Lelek je během hnízdění silně teritoriální a ze svého teritoria aktivně vyhání veškeré narušitele. Snůšku tvoří 1–2 vejce, která samice klade přímo na zem. Elipsovitá, leskle bílá či krémová vejce mají velikost kolem 31×23 mm. Inkubaci obstarává hlavně samice, i když samec inkubuje krátce za soumraku a za úsvitu. Po 14–19 inkubačních dnech se líhnou semi-prekociální ptáčata, která mohou hnízdo opustit již krátce po narození, avšak někdy se přemístí jen o jeden metr, a následující dny se také pohybují jen několik metrů od hnízda. Rodiče své potomky nadále zahřívají a krmí. První let nastává kolem 16.–18. dne, k nezávislosti ptáčat dochází ve 4. až 5. týdnu. Klade jednu nebo dvě snůšky za jedno hnízdní období; v případě dvou snůšek se o ptáčata z první snůšky stará pouze samec.

## Ohrožení
Mezinárodní svaz ochrany přírody (IUCN) považuje lelka rudokrkého za téměř ohrožený druh. Nejvíce lelků hnízdí snad ve Španělsku, kde je populace na ústupu následkem zániku přirozených stanovišť, které jsou zabírány pro výstavbu lidských sídel a pro zemědělské účely. Svůj podíl na úbytku tamější populace patrně budou mít i srážky s auty a snad i predace a znečištění.